# Канаполіс (Канзас)
Канаполіс (англ. Kanopolis) — місто (англ. city) в США, в окрузі Еллсворт штату Канзас. Населення — 443 особи (2020).

## Географія
Канаполіс розташований за координатами 38°42′29″ пн. ш. 98°9′29″ зх. д. / 38.70806° пн. ш. 98.15806° зх. д. (38.708131, -98.158018).  За даними Бюро перепису населення США в 2010 році місто мало площу 3,10 км², уся площа — суходіл.

## Демографія
Згідно з переписом 2010 року, у місті мешкали 492 особи в 235 домогосподарствах у складі 151 родини. Густота населення становила 159 осіб/км².  Було 273 помешкання (88/км²).
Расовий склад населення:
| - 94,5 % — білих - 1,2 % — корінних американців |

До двох чи більше рас належало 3,7 %. Частка іспаномовних становила 10,4 % від усіх жителів.
За віковим діапазоном населення розподілялося таким чином: 16,7 % — особи молодші 18 років, 62,6 % — особи у віці 18—64 років, 20,7 % — особи у віці 65 років та старші. Медіана віку мешканця становила 48,7 року. На 100 осіб жіночої статі у місті припадало 107,6 чоловіків;  на 100 жінок у віці від 18 років та старших — 109,2 чоловіків також старших 18 років.
Середній дохід на одне домашнє господарство  становив 52 707 доларів США (медіана — 40 156), а середній дохід на одну сім'ю — 62 722 долари (медіана — 49 792). Медіана доходів становила 36 964 долари для чоловіків та 32 500 доларів для жінок. За межею бідності перебувало 7,2 % осіб, у тому числі 12,5 % дітей у віці до 18 років та 8,2 % осіб у віці 65 років та старших.
Цивільне працевлаштоване населення становило 233 особи. Основні галузі зайнятості: освіта, охорона здоров'я та соціальна допомога — 18,0 %, виробництво — 15,5 %, роздрібна торгівля — 13,3 %, публічна адміністрація — 12,9 %.